# Living with Michael Jackson
Living with Michael Jackson är en brittisk dokumentärfilm från 2003 om Michael Jackson. Journalisten Martin Bashir följde Jackson under åtta månader, från maj 2002 till januari 2003, för att skapa en personlig insikt i sångarens liv.
Dokumentären innehåller en djupgående intervju med Jackson, där han bland annat talar om sin uppväxt, plastikoperationer och anklagelserna om pedofili.
Dokumentären, som är 110 minuter lång, sändes för första gången på ITV den 3 februari 2003.